# Alfredo Cuello Baute
Alfredo Ape Cuello Baute (Valledupar, 23 de julio de 1973) es un administrador de empresas, ganadero y político colombiano. 
Ha sido Representante a la Cámara por el Departamento del Cesar con el aval del Partido Conservador Colombiano desde el año 2002. En las elecciones legislativas de 2014 fue elegido con 32.119 votos y en las elecciones legislativas de 2018 obtuvo 55.615, siendo esta la mayor votación para la Cámara de Representantes en la historia del Departamento del Cesar.
Ape Cuello Baute proviene de una familia profundamente arraigada en la política del Cesar. Por parte de su padre, Alfredo Cuello Dávila, se conecta con una trayectoria política marcada por su papel como alcalde de Valledupar y representante a la Cámara. Su abuelo, Manuel Germán Cuello, fue una figura emblemática del Partido Conservador Colombiano, ocupando cargos como primer alcalde mayor de Valledupar al convertirse en capital departamental, senador de la República, diputado y gobernador del Cesar.
Por el lado de su madre, Marta Dolores Baute, Ape Cuello hereda el legado político de los Baute Pavajeau. Su abuelo materno, Guillermo Baute Pavajeau, fue gobernador del Cesar, y su tío abuelo, Camilo Baute Pavajeau, desempeñó el cargo de alcalde de Valledupar. Esta combinación de linajes consolida su vínculo con la historia política y administrativa de la región.

## Familia
Alfredo Cuello Baute es hijo del político conservador Alfredo Cuello Dávila y Marta Dolores Baute Uhía. Es nieto del patriarca conservador Manuel Germán Cuello. Sus hermanos son el ex-superintendente de Notariado y Registro, Manuel Guillermo Cuello Baute, el odontólogo Manuel Germán Cuello Baute, Rosa María Cuello Baute y el abogado Daniel Cuello Baute.
Cuello Baute está casado con Lina María Baute Hinojosa con quien tiene tres hijos, Sebastián, Carlota y Alejandro.

## Educación
Cuello Baute estudió la primaria y el bachillerato en el Colegio Bilingüe de Valledupar y es Administrador de Empresas de la Universidad Sergio Arboleda con Maestría en Administración de Negocios en Xavier University Master in Business Administration. Cincinnati, Ohio, tiene experiencia en Comercio Internacional, Planeación Estratégica, y Sector Público Colombiano.

## Trayectoria

### Representante a la Cámara
Ape Cuello heredó un caudal político que ha perdurado tres generaciones. Su abuelo Manuel Germán Cuello, fue gestor y gobernador del Departamento del Cesar. Su padre Alfredo Cuello Dávila fue congresista en varias oportunidades por el partido conservador, en alianzas con el Clan Gnecco Cerchar, ligado al Partido Liberal.
En las elecciones legislativas de 2002, con el cantante Jorge Oñate como segundo renglón, fue elegido Representante a la Cámara por Cesar con 26.894 votos, en 2006 fue reelegido con 28.704 votos. Oñate había servido en el pasado como segundo renglón del padre de "Ape"; Alfredo Cuello Dávila. 
Regresó nuevamente al congreso de la república para el periodo 2014-2018, obteniendo 32.119 votos para la Cámara de Representantes Cuello Baute se destaca el haber propuesto exaltar al cantante de música vallenata, Diomedes Díaz

#### Supuestos nexos con paramilitarismo
Cuello Baute fue investigado por la Corte Suprema de Justicia por posibles nexos con paramilitares de las Autodefensas Unidas de Colombia (AUC), en particular con el comandante alias "Jorge 40", pero la investigación precluyó. Cuello Baute reconoció conocer a Rodigo Tovar Pupo, alias "Jorge 40".
El 26 de septiembre de 2007, los representantes Cuello Baute y Álvaro Morón Cuello fueron vinculados formalmente por la Sala Penal de la Corte Suprema de Justicia a las investigaciones sobre la injerencia de grupos paramilitares de las AUC en las campañas electorales.
Tras una investigación llena de vicios, el 10 de febrero de 2010 la Corte Suprema de Justicia precluyó la investigación en su contra por paramilitarismo.

"la prueba incriminatoria no cumple con los presupuestos probatorios mínimos necesarios, que permitan con cierto grado de probabilidad, señalar que el representante Alfredo Ape Cuello Baute fue elegido a la Cámara de Representantes mediante acuerdos con el jefe paramilitar Rodrigo Tovar Pupo ‘Jorge 40’". - Corte Suprema de Justicia.

El excongresista Pedro Muvdi, también investigado por nexos con agrupaciones paramilitares y el paramilitar Luciano Rojas Serrano, alias de “Henry” o alias “Alex”, aseguraron que Cuello Baute tenía nexos con las AUC. Sin embargo, Cuello Baute habría alegado que la persona con el nombre "Alfredo Cuello" mencionada en los testimonios sería su padre, detalle que habría sido tenido en cuenta por la Corte.

"Él frecuentaba mucho La Mesa (corregimiento), donde se reunía con el comandante 39, hombre de confianza de 'Jorge 40'".

Finalmente las investigaciones no dieron frutos y se comprobó que el representante no tuvo vínculo alguno con grupos al margen de la ley, razón por la cual Cuello Baute pudo continuar su carrera política sin ningún problema.

#### Influencia en elecciones regionales
En las elecciones regionales del Cesar, Cuello Baute ha apoyado a candidatos políticos a gobernación, asamblea, alcaldías, concejos, personería, contraloría, entre otras. Estos apoyos han sido en alianza con el clan Gnecco-Cerchar; El gobernador Luis Alberto Monsalvo Gnecco, su madre Cielo Gnecco y el senador José Alfredo Gnecco, como parte de la Unidad Nacional que lidera el presidente Juan Manuel Santos. 
Cuello Baute fue el principal impulsor de la candidatura de Augusto Ramírez Uhía a la alcaldía de Valledupar.